# Kim Dae-eun
Kim Dae-eun (kor. 김 대은, ur. 17 września 1984) – południowokoreański gimnastyk. Srebrny medalista olimpijski z Aten.
Zawody w 2004 były jego pierwszymi igrzyskami. W stolicy Grecji zajął drugie miejsce w wieloboju, choć nastąpiło to na skutek pomyłki sędziowskiej - arbitrzy źle policzyli notę jego rodaka Yang Tae-younga w ćwiczeniach na poręczach. Powinna być ona wyższa z racji wyższej wartości technicznej ćwiczenia, wtedy Yang Tae-young wyprzedziłby zarówno zwycięzcę Amerykanina Paula Hamma, jak i Kim Dae-euna. Po konkursie sędziowie zostali zawieszeni, ale wyników nie zmieniono. Brał udział także w igrzyskach w 2008. W 2007 został mistrzem świata w ćwiczeniach na poręczach. W 2006 był  w tej samej konkurencji pierwszy na igrzyskach azjatyckich i zdobył brąz w drużynie.